# Montet (Glâne)
Pour les articles homonymes, voir Montet.
Montet est une ancienne commune suisse et actuelle localité d'Ursy, située dans le canton de Fribourg, dans le district de la Glâne.

## Géographie
Selon l'Office fédéral de la statistique, Montet mesure 2,2 km2. 7,8% de cette superficie correspond à des surfaces d'habitat ou d'infrastructure, 70,3% à des surfaces agricoles, 20,1% à des surfaces boisées et 1,8% à des surfaces improductives.
Montet est limitrophe d'Écublens, Rue et Ursy ainsi que Chavannes-sur-Moudon et Vulliens dans le canton de Vaud.

## Histoire
Le 3 mars 2024, les habitants acceptent, par 72%, le rattachement de leur commune à celle d'Ursy. Celle-ci sera effective au 1 janvier 2025.

## Démographie
Selon l'Office fédéral de la statistique, Montet possède 493 habitants en 2022. Sa densité de population atteint 224 hab./km².
Le graphique suivant résume l'évolution de la population de Montet entre 1850 et 2008 :